# EMF-Datenbank
Die EMF-Datenbank ist eine frei zugängliche Datenbank zur Recherche von standortbescheinigungspflichtigen Funkanlagen (Standortbescheinigung). 
Eingerichtet wurde die Datenbank von der Bundesnetzagentur für Elektrizität, Gas, Telekommunikation, Post und Eisenbahnen (BNetzA). Damit informiert die Bundesnetzagentur über die einzuhaltenden Sicherheitsabstände zum Personenschutz zu Sendeantennen, die eine äquivalente isotrope Strahlungsleistung (EIRP) von 10 Watt und mehr abstrahlen.
Der Nutzer kann durch die Eingabe einer Postleitzahl oder durch die Eingabe eines Ortes Kartenausschnitte aufrufen. Im so ausgewählten Kartenausschnitt werden im Betrieb befindliche standortbescheinigungspflichtige Funkanlagen angezeigt. Angezeigt werden auch die Orte, an denen die örtlichen Immissionen von Funkanlagen messtechnisch erfasst wurden.
Die Bundesnetzagentur hat am 14. Juli 2010 eine verbesserte Version ihrer Datenbank für elektromagnetische Felder (EMF) in Betrieb genommen. Für diese Online-Recherche stehen Daten zu 11.847 Feldstärkemessungen, 82.260 Senderstandorten und 552.777 bewerteten Sendeantennen zur Verfügung.
Diese Datenbank ist nicht vollständig. Auf Nachfrage überprüft die Bundesnetzagentur allerdings unbürokratisch, ob eine in der Datenbank nicht erfasste Anlage eine Zulassung besitzt.